# Bob Ludwig
Pour les articles homonymes, voir Ludwig.
Bob Ludwig est un ingénieur du son américain.

## Biographie
Robert C. Ludwig a étudié la musique, et notamment pratiqué la trompette, à l'École de musique Eastman. Il a commencé à travailler comme assistant ingénieur du son pour Phil Ramone en 1967. Il a travaillé pour les compagnies Sterling Sound et Masterdisk Coproration avant de fonder sa propre société, Gateway Mastering, en 1993.
Tout au long de sa prolifique carrière, il a travaillé au mastering de plus de 3000 albums et pour des artistes tels que Eddy Mitchell, Led Zeppelin, Queen, Rush, Jimi Hendrix, The Police, Bryan Adams, Paul McCartney, Eric Clapton, The Rolling Stones, Def Leppard, Nirvana, The Who, Bruce Springsteen, Dire Straits, Megadeth, Metallica, U2, The Strokes, Guns N' Roses, David Bowie, Simple Minds, Madonna, Supertramp, Radiohead, Foo Fighters, Elton John, Bryan Ferry, Gloria Estefan, Tori Amos, Bee Gees, Pet Shop Boys, Daft Punk, Johnny Hallyday,  X Japan et Tool. Il a remporté plusieurs Grammy Awards pour son travail.